# Alentisque
Alentisque est une ville de la Province de Soria, en Castille-et-León, en Espagne. Sa superficie est de 34,97 km² et sa population en 2010 est de 32 habitants.
Elle fait partie du district judiciaire d'Almazán et, du point de vue de la hiérarchie de l'Église catholique, elle fait partie du diocèse d'Osma-Soria, au sein de l'archidiocèse de Burgos, bien qu'historiquement elle ait appartenu à l'évêché de Sigüenza dans l'archiprêtré d'Almazán.
Elle comprend le hameau de Cabanillas.

## Histoire
A la chute de l'Ancien Régime, la localité se constitue en commune constitutionnelle dans la région de la Vieille-Castille. Le recensement de 1842 signale 250 habitants. C'est au cours du XIXe siècle que le terme de commune apparaît car le village s'incorpore à Cabanillas.